# Cmentarz prawosławny w Szczytach-Dzięciołowie
Cmentarz prawosławny w Szczytach-Dzięciołowie – zabytkowa nekropolia prawosławna w Szczytach-Dzięciołowie.
Cmentarz został wytyczony i utworzony przed powstaniem cerkwi parafialnej, która jest położona w jego obrębie. Oznaczałoby to, że powstał najpóźniej w XVIII w. Według badań B. Rudkowskiego najstarszy zachowany na jego terenie nagrobek pochodzi z 1800 i położony jest na miejscu pochówku kobiety o imieniu Jelena. Ewidencja konserwatorska wskazuje natomiast, że najstarszy datowany nagrobek pochodzi z 1878. W obrębie nekropolii przetrwała grupa nagrobków z II połowy XIX w. i początku wieku XX. Są to pomniki kamienne, z krzyżami z kutej stali. W 1986 na cmentarzu znajdowało się również siedem krzyży drewnianych o wartości zabytkowej, w tym jeden z datą 1889.
Na cmentarzu zachowały się nagrobki zmarłych z rodziny Wiewiórowskich, właścicieli dworu w Szczytach, którzy w 1864 przeszli na prawosławie. W najbliższym sąsiedztwie cerkwi chowano natomiast proboszczów parafii szczytowskiej. Znajdują się tam groby rodzinne Goworskich, Kulczyckich i Czystowskich, jak również kilka nagrobków, na których pierwotne inskrypcje nie są już czytelne. W pobliżu świątyni zachowały się również krzyże wotywne, z których najstarszy ufundowali w 1873 dwaj chłopi z Krzywej. W obrębie cmentarza rosną lipy; niektóre z nich posiadają status pomnika przyrody.